# Link Davis
Lewis Lincoln „Link“ Davis (* 8. Juli 1914 in Sunset, Texas; † 5. Februar 1972) war ein US-amerikanischer Rockabilly-, Country- und Cajunmusiker. Sein größter Hit war der Cajunklassiker Big Mamou aus dem Jahre 1953.

## Leben

### Kindheit und Jugend
Link Davis wurde als eines von acht Kindern in der Gemeinde von Sunset geboren, seine Familie zog kurz danach aber nach Wills Point im Van Zandt County, nahe Dallas, Texas. Mit zehn Jahren bekam Davis eine Fiddle von seinem Vater, die er mit zwölf Jahren bereits professionell beherrschte. In den späten 1920er-Jahren gründete er mit zwei seiner Brüder ein Trio und spielte auf kleinen Barn Dances. Später erlernte er auch Saxophon, Klarinette, Bass und Klavier.

### Karriere

#### Anfänge
1929 war Davis regelmäßig über WRR aus Dallas zu hören und hatte mit den Chrystal Springs Ramblers aus Fort Worth seine ersten professionellen Engagements. Mit dieser Gruppe machte er im Jahre 1937 auch seine ersten Schallplattenaufnahmen. Mit dem Entstehen des Western Swing Anfang der 1930er-Jahre in Texas nahmen Musiker wie Bob Wills, Moon Mullican und Bob Dunn immer mehr Einfluss auf Davis, der nach 1937 die Chrystal Springs Ramblers verließ und in verschiedenen lokalen Western Swinggruppen spielte und sogar einige Zeit lang seine eigene Band, in der auch ein schwarzer Pianist spielte, leitete.
1943 wurde Davis zum Militärdienst eingezogen, diente aber nur drei Monate. Ein Jahr später wurde er aus der Armee entlassen und fand 1944 Arbeit bei Cliff Bruners Texas Wanderers, einer der bedeutendsten Western-Swing-Orchestren der 1930er-Jahre. Im selben Jahr spielte Davis auf einer von Bruners Decca-Sessions in New York City Tenorsaxophon. 1945 trat er Leo Soileaus Cajunband bei und spielte für ihn im „Showboat“. Zudem hatte er seine eigene Band und heiratete 1945 in Port Arthur, seinem damaligen Wohnort. In dieser Zeit wurde er, nicht zuletzt durch Soileau und seine Frau, die der französischstämmigen Gemeinde entstammte, stark von der Cajunmusik beeinflusst. 1947 erhielt er seinen ersten Plattenvertrag bei dem neu gegründeten Label Imperial Records und spielte seine ersten Soloplatten ein; begleitet wurde er von Lee Bells Bluebonnet Playboys.

#### Aufstieg und Starday-Jahre
1947 wurde Davis Sohn Lewis Lincoln Davis, Jr. geboren, heute besser bekannt als Link Davis, Jr. Da Davis nun eine Familie zu versorgen hatte, hielt er immer Ausschau nach Arbeit in Bars, Clubs und Tanzhallen. Ab 1949 spielte er in Harry Choates‘ Band, ging mit ihm auf Tour und spielte mit Choates verschiedene Songs für Gold Star Records ein, unter anderem eine Version des R&B-Hits Good Rockin‘ Tonight, die als Have You Heard the News erschien.
Nach einem kurzen Aufenthalt in Corpus Christi, Texas, trat Davis 1950 Benny Leaders Bayou Billies bei, die ihn bei seiner ersten Session für Columbia Records‘ neues Okeh-Label begleitete. Diese Session, die in Houston stattfand, produzierte Davis größten Hit Big Mamou von 1953. Der Song hatte bereits damals eine lange Tradition in der Cajunkultur, wurde aber erst durch Davis und die nachfolgenden Coverversionen zu einem Klassiker des Genres. Zwischen 1953 und 1955 hielt Davis weitere Sessions für Columbia ab, der Erfolg von 1953 konnte aber nicht wiederholt werden.
1955 machte er Rockabillyaufnahmen für Nucraft, wechselte 1956 aber zu Starday Records. Zu dieser Zeit fand Davis auch regelmäßige Engagements im Houston Hometown Jamboree und dem populären Louisiana Hayride. Für Starday nahm Davis weiterhin damals beliebte Rockabillysongs auf. Die erste dieser Starday-Singles wurde Sixteen Chicks, ein Song den Davis mit Wayne Walker geschrieben hatte und später von Joe Clay gecovert wurde. Im Laufe des Jahres 1956 folgten weitere Rockabillytitel wie Grasshopper Rock, Don’t Big Shot Me oder Trucker from Tennessee. Mit Sixteen Chicks stieg Davis in die lokalen Houston C&W Billboard Charts ein und wurde vom Gold Star Studio zusammen mit Hal Harris (Gitarre) und Doc Lewis (Klavier) ab 1956 auch als Studiomusiker engagiert und ist so auf zahlreichen Starday-Platten und Aufnahmen anderer Labels zu hören. Beispielsweise spielte er bei J.P. Richardsons Hit Chantilly Lace Saxophon und begleitete auch Johnny Preston bei Running Bear sowie Joey Clay, Glenn Barber, Eddie Noack oder George Jones bei Sessions.

#### Spätere Karriere
Nach zahlreichen Starday-Singles wechselte Davis 1958 zu Allstar Records aus Houston, wo er weiterhin seine Wandlungsfähigkeit unter Beweis stellte, da er ein breites Spektrum an Musikgenres aufnahm (Rockabilly, Rock ’n’ Roll, Cajun, Country). Ende der 1950er-Jahre erschienen zahlreiche Platten von Davis auf kleinen, lokalen Labels in der Umgebung von Houston.
Davis gründete auch seine eigene Plattenfirma, Tanker Records. 1967 erlitt er einen Schlaganfall, der ihn in der Folge an einen Rollstuhl fesselte. Doch Davis gab die Musik nicht auf; er spielte weiterhin Platten ein und scheute auch Reisen in das weit entfernte Nashville nicht. Aber sein Gesundheitszustand verschlechterte sich zusehends und schließlich starb Link Davis 1972 nach einem zweiten Schlaganfall im Alter von 57 Jahren. Davis war eine der bedeutendsten und wichtigsten Personen in der Musikszene Houston und leistete wichtige Beiträge zur Entwicklung der Cajunmusik, aber auch des Country und Rockabilly. 2009 wurde ein umfassendes CD-Box-Set von Bear Family Records herausgegeben, das eine große Anzahl an Davis-Aufnahmen enthält.

## Diskografie

### Singles
| Jahr     | Titel                                                           | Label #         |
| -------- | --------------------------------------------------------------- | --------------- |
| 1947 (?) | Have You Heard the News / Joe Turner                            | Imperial 670    |
| 1949     | My Pretty Blonde / Born to Love You                             | Imperial 8004   |
| 1949     | Why Did You Go Away / Tired of Being Lonesome                   | Imperial 8008   |
| 1949     | I’m Tired / I’m Waiting for You                                 | Imperial 8009   |
| 1949     | Rice and Gravy Blues / Rice and Gravy Boogie                    | Imperial 8018   |
| 1949     | I’m Grieving Over You / You Loved Me Too Late                   | Imperial 8025   |
| 1949     | Steel Guitar Jump / You Low Down Conceited Dog                  | Imperial 8030   |
| 1953 (?) | Big Mamou / Pretty Little Dedon                                 | Okeh 18001      |
| 1953     | Lonely Heart / Time Will Tell                                   | Okeh 18011      |
| 1953     | Mamou Waltz / Hey, Garcon!                                      | Okeh 18025      |
| 1954     | Falling for You / Gumbo Ya-Ya                                   | Okeh 18035      |
| 1955 (?) | The Crawfish Crawl / You’re Little But You’re Cute              | Okeh 18048      |
| 1955 (?) | Mama Say No / You Show Up Missing                               | Okeh 18057      |
| 1955     | Va Tchacher / Kajalena                                          | Columbia 21350  |
| 1955     | Grasshopper / Magnolia Garden Waltz (B-Seite von Floyd Tillman) | Nucraft 2026    |
| 1955     | Cajun Love / Every Time I Pass Your Door                        | Columbia 21431  |
| 1956     | Sixteen Chicks / Deep In the Heart of a Fool                    | Starday 45-235  |
| 1956     | Sixteen Chicks / Grasshopper Rock                               | Starday 45-242  |
| 1956     | Don’t Big Shot Me / Trucker from Tennessee                      | Starday 45-255  |
| 1956     | Cockroach / Houston                                             | Sarg 136-45     |
| 1956     | Bayou Buffalo / Would You Be Waiting                            | Starday 45-275  |
| 1957     | Slippin‘ and Slidin‘ Sometimes / Allons a Lafayette             | Starday 45-293  |
| 1957     | Big Coonie / Waltz of the Jambalaya                             | Starday 45-331  |
| 1958     | Bon-Ta-Ru-La / Memories with You                                | Allstar 7171-45 |
| 1959     | Ballad of Jole Blon / Visions                                   | Allstar 7185-45 |
| 1959     | Permit Blues / Airliner                                         | Tanker 715      |
| 1960     | Tee Mamou / Little People                                       | Allstar 7203-45 |
| 1960     | Big Coonie / Waltz of the Jambalaya                             | D 1135          |
| 1960     | Big Mamou / Louisiana Waltz                                     | Allstar 7305-45 |
| 196?     | Cajun Honey / Big Mamou                                         | Crazy Cajun 526 |
| 1961     | Come Dance with Me / Five Miles from Town                       | D 1191          |
| 1962     | Strolling / I Played that Song for You                          | Venus 1447      |
| 1962     | Little Red Boat / Forget-Me-Nots                                | All Boy 45-8505 |
| 1963     | Guy from Big Mamou / Jole Blonde                                | All Boy 45-8508 |
| 196?     | Rice and Gravy / Ferry Ride                                     | Al’s 1501       |
| 196?     | Johnny Be Good / My Last Good-Bye                               | Al’s 1503       |
| 1963     | Beatle Bug / I Keep Wanting You More                            | Kool 1026       |
| 1964     | Big Mamou / Louisiana Waltz                                     | Allstar 7305    |
| 19??     | Broken Heart / You Played Around                                | Bayou 3001      |
| 19??     | Big Houston / ? (B-Seite von Floyd Tillman)                     | Western 1073    |

### Alben
- 1969: Cajun Crawdaddy (Mercury)
- 2009: Big Mamou (Bear Family)